# Parti de la social-démocratie brésilienne
Ne doit pas être confondu avec Parti social démocratique (Brésil, 2011) ou Parti social démocratique (Brésil, 1945-65).
Le Parti de la social-démocratie brésilienne (PSDB) (en portugais : Partido da Social Democracia Brasileira) est un parti politique du Brésil.
Il est, avec les Démocrates, l'un des deux principaux partis d'opposition au Parti des travailleurs (PT), au pouvoir sous les présidences Luiz Inácio Lula da Silva et Dilma Rousseff, mais intègre par la suite le gouvernement Temer en devenant allié du Mouvement démocratique brésilien (MDB).
Son numéro électoral est le 45 et son symbole est un toucan.

## Historique

Logo jusqu'en 2019

Le parti, initialement classé au centre gauche, a été fondé le 25 juin 1988 par des dissidents du PMDB insatisfaits de la politique du gouvernement José Sarney. Ce groupe, notamment composé de Fernando Henrique Cardoso, Mário Covas, José Serra, Geraldo Alckmin et Aécio Neves, était partisan de la « troisième voie » libérale représentée à l'international par Tony Blair, Bill Clinton et Gerhard Schröder. 
Bien que se présentant comme social-démocrate, le PSDB choisit finalement de s’allier au Parti du front libéral (PFL), l’une des formations héritières de la dictature militaire, ainsi qu’à une partie du PMDB, avec pour projet de réorganiser le camp conservateur pour faire barrage au Parti des travailleurs (PT) de Lula, en pleine ascension. Dès lors, et jusqu’en 2018, la vie politique brésilienne est rythmée par l’affrontement entre le PT à gauche et le PSDB à droite.  
Le PSDB fait partie de la coalition au pouvoir de 1992 à 2002 sous les présidences d’Itamar Franco, puis de Fernando Henrique Cardoso. 
Lorsque Lula est élu président en 2002, le PSDB prend la tête de l’opposition : ses candidats parviennent aux seconds tours des élections présidentielles de 2002 et 2006 face à lui, puis de 2010 et 2014 face à Dilma Rousseff. 
Le PSDB fut l'un des acteurs de la destitution de la présidente Dilma Rousseff en 2016 et prit part au gouvernement de son successeur Michel Temer. 
Après avoir soutenu la candidature de Geraldo Alckmin à l’élection présidentielle de 2018, éliminée au premier tour avec 4,8 % des suffrages, une partie des cadres du PSDB apportent leur appui au candidat d’extrême droite Jair Bolsonaro au second tour, vers lequel s'était déjà tourné l'essentiel de l'électorat traditionnel du parti. L'arrivée au pouvoir de Jair Bolsonaro entraine une marginalisation du PSDB.

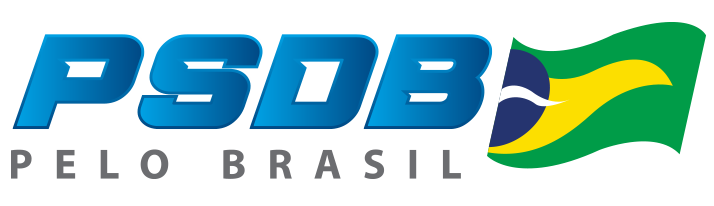
Logo jusqu'en 2023

Il ne présente pas de candidat à la présidentielle de 2022 et soutient Jair Bolsorano. En revanche, Geraldo Alckmin quitte le parti et devient candidat à la vice-présidence aux côtés de Lula. Aux législatives, organisées le même jour, le PSDB n’obtient que 13 sièges, perdant la moitié de ses élus et devenant le dixième parti de la chambre basse.

## Idéologie
Le politologue Glauco Peres relève que l'évolution du parti vers le conservatisme s’est faite « par étapes », citant « la politique libérale et les grandes privatisations de l’ère Cardoso », l’apparition progressive d’un « discours conservateur et religieux » à l’orée des années 2010 et la campagne perdue du candidat du parti Aecio Neves à la présidentielle de 2014, marquée à droite.

## Profils des cadres du parti
Selon le chercheur Christophe Ventura, les candidats du parti sont souvent des évangéliques, multimillionnaires et entrepreneurs. Ils se présentent comme des « gestionnaires » opposés aux « politiques ».
Le PSDB a été considéré comme le parti « le plus sale » du Brésil par les institutions électorales en 2012 en raison d'affaires de corruption récurrentes le concernant. Pourtant, selon une étude universitaire parue en 2016, le parti a nettement bénéficié de la complaisance des médias brésiliens qui n'ont que très peu évoqué ces affaires.

## Présidents du parti
- José Richa (1988–1989)
- Mário Covas (1988–1989)
- Fernando Henrique Cardoso (1988–1989)
- Franco Montoro (1988–1989)
- Franco Montoro (1989–1991)
- Tasso Jereissati (1991–1994)
- Artur da Távola (1995–1996)
- Teotonio Vilela Filho (1996–2001)
- José Aníbal (2001–2003)
- José Serra (2003–2005)
- Eduardo Azeredo (2005)
- Tasso Jereissati (2005–2007)
- Sérgio Guerra (2007–2013)
- Aécio Neves (2013–2017)
- Geraldo Alckmin (2017-2019)
- Bruno Araújo (2019)

## Résultats électoraux

### Élections présidentielles
| Année | Candidat                  | 1er tour   | 1er tour | 1er tour | 2d tour    | 2d tour | 2d tour |
| Année | Candidat                  | Voix       | %        | Rang     | Voix       | %       | Rang    |
| ----- | ------------------------- | ---------- | -------- | -------- | ---------- | ------- | ------- |
| 1989  | Mário Covas               | 7 790 392  | 11,51    | 4e       |            |         |         |
| 1994  | Fernando Henrique Cardoso | 34 314 961 | 54,24    | 1er      |            |         |         |
| 1998  | Fernando Henrique Cardoso | 35 936 540 | 53,06    | 1er      |            |         |         |
| 2002  | José Serra                | 19 705 445 | 23,19    | 2e       | 33 370 739 | 38,72   | 2e      |
| 2006  | Geraldo Alckmin           | 39 968 369 | 41,64    | 2e       | 37 543 178 | 39,17   | 2e      |
| 2010  | José Serra                | 33 132 283 | 32,61    | 2e       | 43 711 388 | 43,95   | 2e      |
| 2014  | Aécio Neves               | 34 897 211 | 33,55    | 2e       | 51 041 155 | 48,36   | 2e      |
| 2018  | Geraldo Alckmin           | 5 096 349  | 4,76     | 4e       |            |         |         |